# 池田町 (金沢市)
池田町（いけだまち）は、石川県金沢市の町名。1番丁から4番丁と立丁があり、住居表示未実施区域。

## 地理
国道157号、片町に位置している。

## 世帯数と人口
2022年（令和4年）9月1日現在の世帯数と人口は以下の通りである。
| 町丁        | 世帯数  | 人口  |
| ----------- | ------- | ----- |
| 池田町1番丁 | 20世帯  | 36人  |
| 池田町2番丁 | 26世帯  | 42人  |
| 池田町3番丁 | 44世帯  | 62人  |
| 池田町4番丁 | 58世帯  | 91人  |
| 池田町立丁  | 25世帯  | 41人  |
| 計          | 171世帯 | 272人 |

## 小・中学校の学区
市立小・中学校に通う場合、学区は以下の通りとなる。
| 番地 | 小学校             | 中学校             |
| ---- | ------------------ | ------------------ |
| 全域 | 金沢市立兼六小学校 | 金沢市立兼六中学校 |

## 交通

### 鉄道
町内に鉄道駅はない。

### バス
- 金沢ふらっとバス菊川ルート　大工町バス停

### 道路
- 犀川大通り

## 施設
- アパホテル金沢片町